# Советская улица (Феодосия)
Советская улица — в Феодосии, проходит от улицы Назукина до Симферопольского шоссе. Одна из главных улиц города.

## История
Возникла на территории Солдатской слободки. В первые годы Советской власти (до 1925 года) название Советская носила нынешняя улица 8-го марта.
В 1971 году торжества по поводу 2500-летия Феодосии проходили на городском стадионе «Авангард», который располагался между улицами Советской и Базарной
23 октября 1995 года у д. 12 на улице при исполнении служебных обязанностей погиб старший сержант милиции Виталий Ятлов (мемориальная доска).

## Достопримечательности
- Водонапорная башня «Белый бассейн» (на углу с Русской улицей)  Объект культурного наследия народов РФ регионального значения. Рег. № 911710936200005 (ЕГРОКН)
- На д. 87 установлены мемориальные плакаты — Афанасию Ковпаку-Магденко и Якову Бакланову.

## Известные жители
д. 25 — Герой Советского Союза А. К. Габрусев (мемориальная доска и мемориальный стенд)

## Галерея

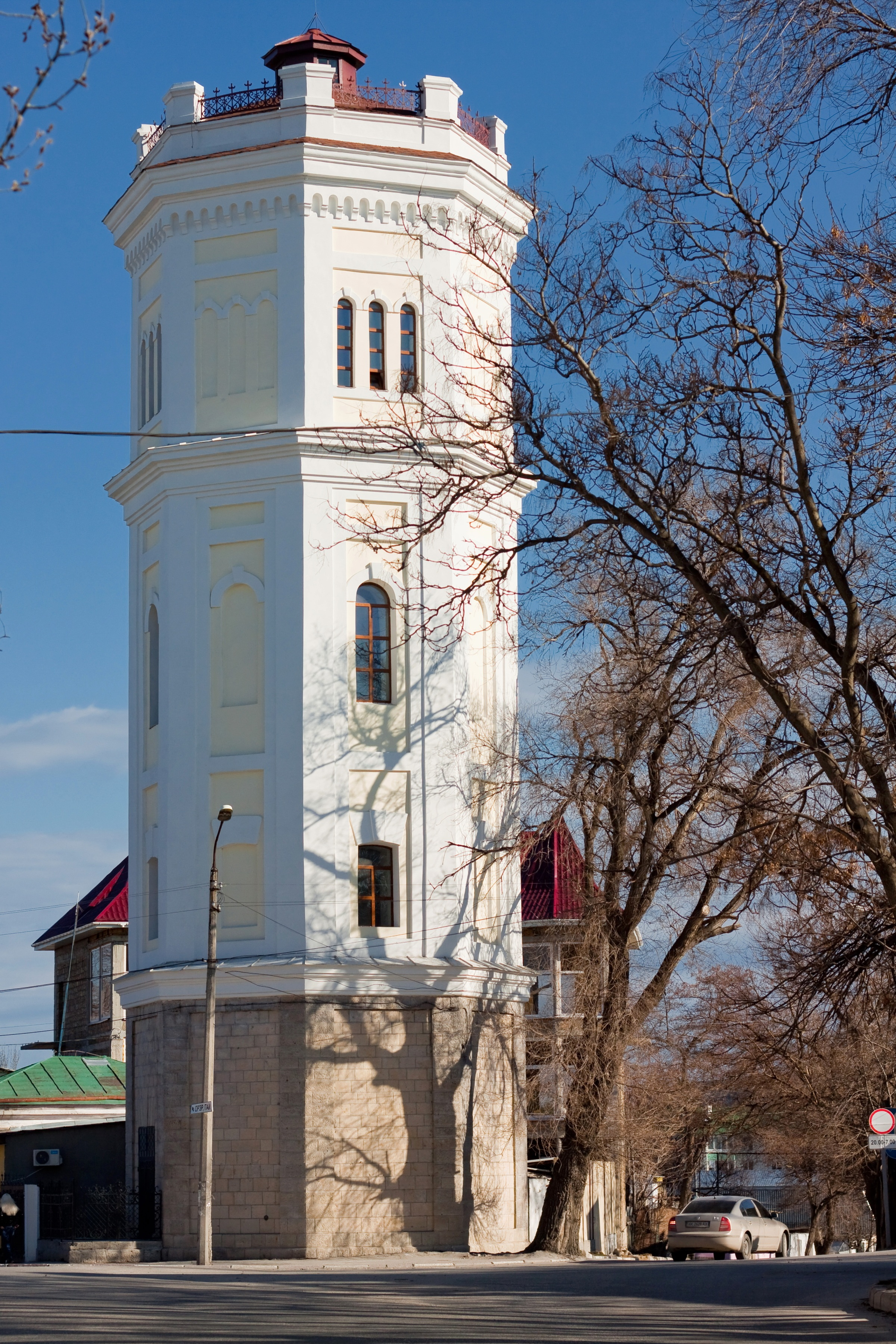
Водонапорная башня «Белый бассейн»
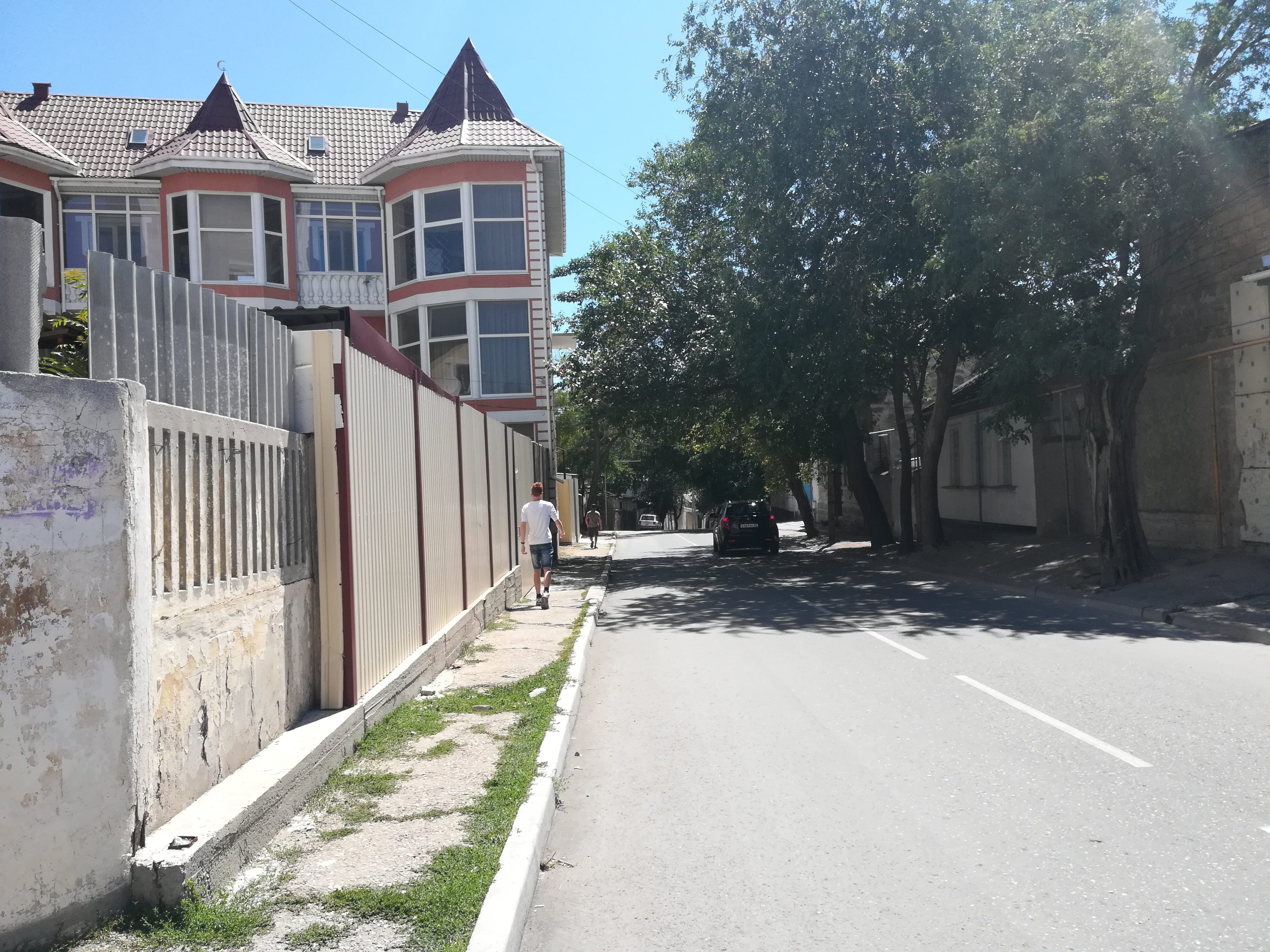
Вид улицы в районе башни «Белый бассейн»
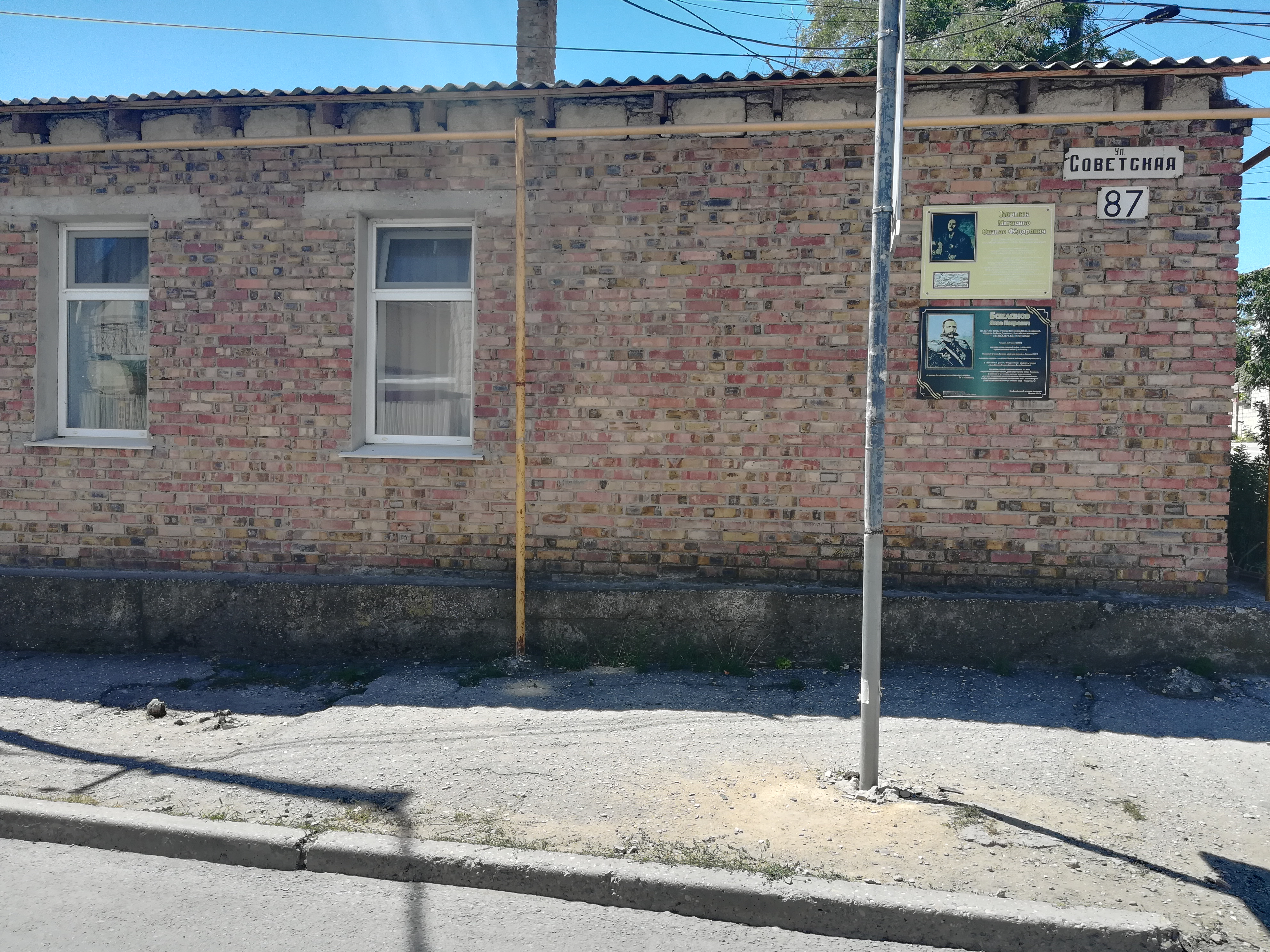
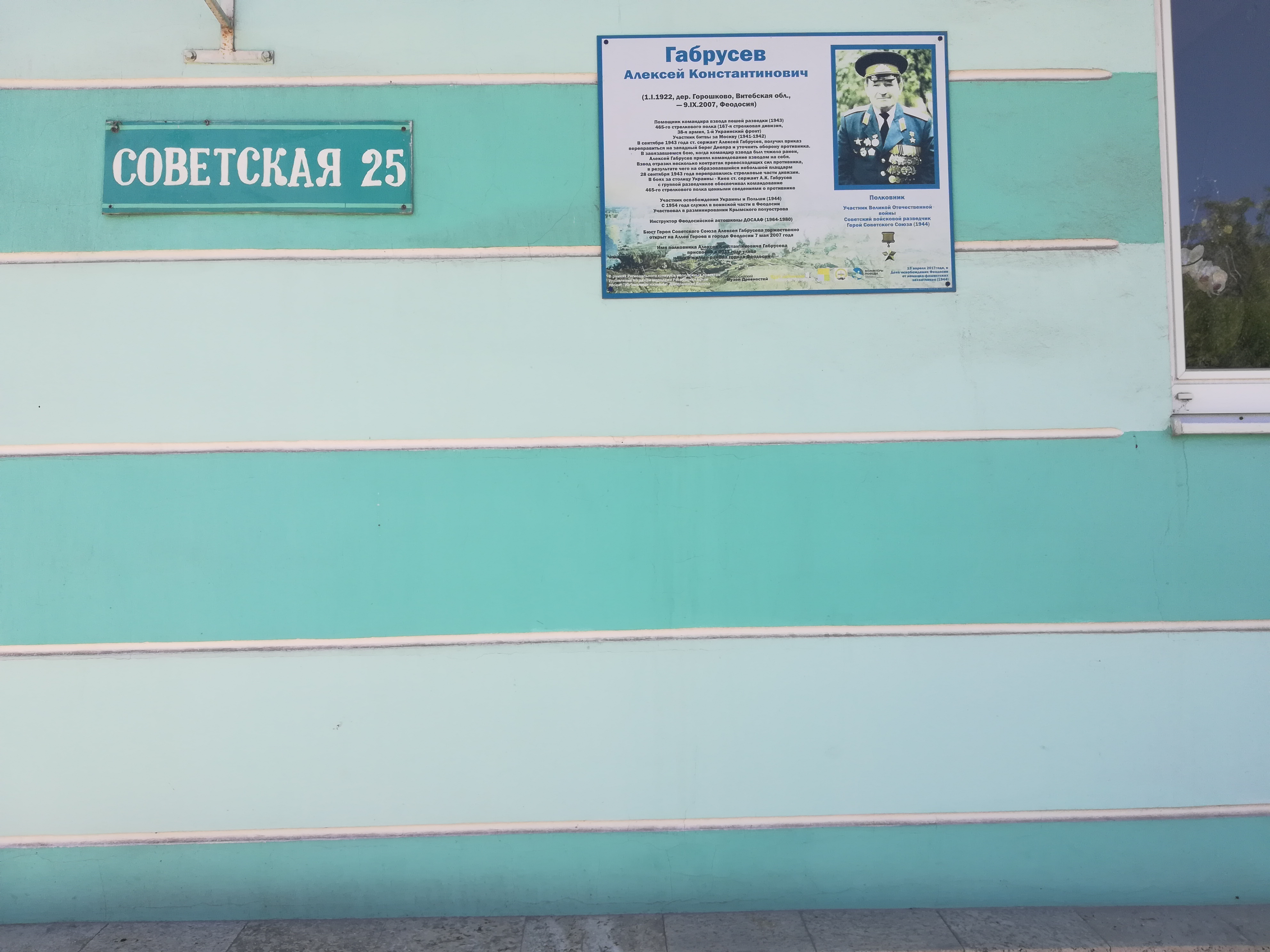
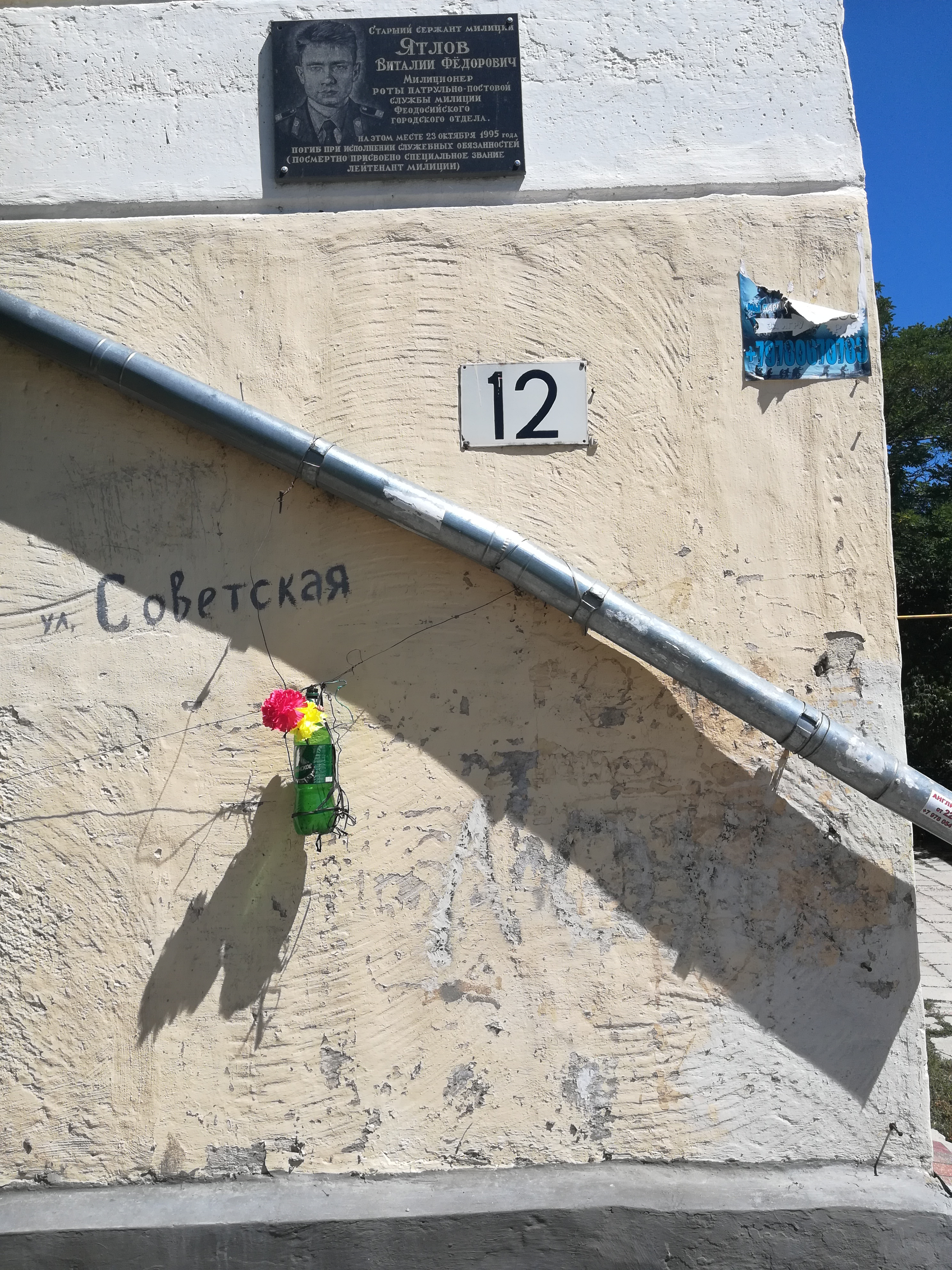
Мемориальная доска В. Ятлову